# الفرق (فرع العدين)

تعديل مصدري - تعديل

الفرق محلة تابعة لقرية المرجامة، التابعة لعزلة المزاحن بمديرية فرع العدين إحدى مديريات محافظة إب في الجمهورية اليمنية، بلغ تعداد سكانها 148 حسب تعداد اليمن لعام 2004.